# Curie romaine
La Curie romaine (en latin : Romana Curia) est l'ensemble des institutions administratives du Saint-Siège et l'organe central du gouvernement de l'Église catholique. Placée sous la primauté pontificale de l'évêque de Rome, elle est au service du pape, successeur de Pierre, et des évêques, successeurs des apôtres.
La structure et l'organisation des responsabilités au sein de la Curie sont régies par la constitution apostolique Praedicate evangelium, publiée par le pape François le 19 mars 2022 et appliquée à partir du 5 juin 2022.

## État ecclésiastique

### Pouvoir de gouvernement
« Au pouvoir de gouvernement qui dans l'Église est vraiment d'institution divine et est encore appelé pouvoir de juridiction, sont aptes, selon les dispositions du droit, ceux qui ont reçu l'ordre sacré. À l'exercice de ce pouvoir, les fidèles laïcs peuvent coopérer selon le droit ».

« Dans le pouvoir de gouvernement, on distingue les pouvoirs législatif, exécutif et judiciaire. Le pouvoir législatif doit s'exercer selon les modalités prescrites par le droit ; celui qu'un législateur inférieur à l'autorité suprême détient dans l'Église ne peut être délégué validement sauf autre disposition expresse du droit ; une loi contraire au droit supérieur ne peut être validement portée par un législateur inférieur. Le pouvoir judiciaire que possèdent les juges ou les collèges judiciaires doit être exercé selon les modalités prescrites par le droit ; il ne peut être délégué si ce n'est pour accomplir les actes préparatoires à un décret ou à une sentence. En ce qui concerne l'exercice du pouvoir exécutif, les dispositions des canons (numéros 136 à 144) seront observées. »

### Offices ecclésiastiques
« Un office ecclésiastique est toute charge constituée de façon stable par disposition divine ou ecclésiastique pour être exercée en vue d'une fin spirituelle. Les obligations et les droits propres à chaque office ecclésiastique sont déterminés par le droit qui le constitue ou par le décret de l'autorité compétente qui, tout ensemble, le constitue et le confère ».

### Dispositions normatives
Les actes administratifs ou juridiques peuvent être énoncés en plusieurs variantes ou sous-classes, mais comprennent en général : lois, coutumes, décrets, instructions, préceptes, rescrits, privilèges, dispenses, statuts et règlements.

### Communications publiques
À la suite du Synode des évêques, qui eut lieu en octobre 2005 et porta sur le thème de l'Eucharistie, le pontife romain Benoît XVI promulgua, en 2007, l'exhortation apostolique Sacramentum Caritatis, par laquelle il recommanda l'usage de la langue latine dans les célébrations liturgiques internationales :

« Je pense en ce moment, en particulier, aux célébrations qui ont lieu durant des rencontres internationales, aujourd'hui toujours plus fréquentes. Pour mieux exprimer l'unité et l'universalité de l'Église, je voudrais recommander ce qui a été suggéré par le Synode des évêques, en harmonie avec les directives du concile Vatican II : excepté les lectures, l'homélie et la prière des fidèles, il est bon que ces célébrations soient en langue latine ; et donc que soient récitées en latin les prières les plus connues de la tradition de l'Église et éventuellement que soient exécutés des pièces de chant grégorien. De façon plus générale, je demande que les futurs prêtres, dès le temps du séminaire, soient préparés à comprendre et à célébrer la Messe en latin, ainsi qu'à utiliser des textes latins et à utiliser le chant grégorien ; on ne négligera pas la possibilité d'éduquer les fidèles eux-mêmes à la connaissance des prières les plus communes en latin, ainsi qu'au chant en grégorien de certaines parties de la liturgie. »

À l'échelle de l'Église universelle, de même que le latin est-il langue liturgique et juridique, l'italien est langue véhiculaire du diocèse de Rome et du Vatican, alors que le français est langue de la diplomatie du Saint-Siège et l'allemand, de la Garde suisse pontificale. Ainsi, toutes langues de l'écoumène, telles que l'anglais et l'espagnol, utilisées en lieu et place d'une des langues officielles nommées précédemment deviennent vernaculaires pour les fonctions et les offices auxquels elles contribuent provisoirement.

## Autorité suprême de l'Église

### Pontife romain
Successeur du Prince des apôtres, « [l'Évêque] de l'Église de Rome, en qui demeure la charge que le Seigneur a donnée d'une manière singulière à Pierre, premier des Apôtres, et qui doit être transmise à ses successeurs, est le chef du Collège des Évêques, Vicaire du Christ et Pasteur de l'Église tout entière sur cette terre; c'est pourquoi il possède dans l'Église, en vertu de sa charge, le pouvoir ordinaire, suprême, plénier, immédiat et universel qu'il peut toujours exercer librement. »
Serviteur des serviteurs de Dieu, le pontife romain se sert habituellement de la Curie romaine — avec laquelle il constitue le Saint-Siège — « pour traiter les affaires de l'Église tout entière, et pour accomplir sa fonction en son nom et sous son autorité pour le bien et le service des Églises ».

### Collège des évêques
« Le Collège des Évêques […] est lui aussi en union avec son chef et jamais sans lui, sujet du pouvoir suprême et plénier sur l'Église tout entière ».

### Synode des évêques
« Le Synode des évêques est la réunion des évêques qui, choisis des diverses régions du monde, se rassemblent à des temps fixés afin de favoriser l'étroite union entre le Pontife Romain et les Évêques et d'aider de ses conseils le Pontife Romain pour le maintien et le progrès de la foi et des mœurs, pour conserver et affermir la discipline ecclésiastique, et aussi afin d'étudier les questions concernant l'action de l'Église dans le monde ».

### Collège des cardinaux
Princes de l'Église, « [les] Cardinaux de la Sainte Église Romaine constituent un Collège particulier auquel il revient de pourvoir à l'élection du Pontife Romain selon le droit particulier ; les Cardinaux assistent également le Pontife Romain en agissant collégialement quand ils sont convoqués en corps pour traiter de questions de grande importance, ou individuellement, à savoir par les divers offices qu'ils remplissent en apportant leur concours au Pontife Romain surtout dans le soin quotidien de l'Église tout entière ».

### Légats et nonces apostoliques
Souverain de l'État de la Cité du Vatican, « le Pontife Romain a le droit inné et indépendant de nommer des Légats et de les envoyer auprès des Églises particulières dans les diverses nations ou régions, ou en même temps auprès des États et Autorités publiques, ainsi que de les transférer et de les rappeler, en respectant cependant les règles du droit international en ce qui regarde l'envoi et le rappel des Légats accrédités auprès des États. Aux Légats du Pontife Romain est commis l'office de représenter le Pontife Romain lui-même de façon stable auprès des Églises particulières ou encore auprès des États et des Autorités publiques auprès de qui ils sont envoyés. […] La charge principale du Légat pontifical est de rendre toujours plus solides et efficaces les liens d'unité qui existent entre le Siège Apostolique et les Églises particulières ».

## Églises particulières
« Les Évêques qui d'institution divine succèdent aux Apôtres par l'Esprit Saint qui leur est donné sont constitués Pasteurs dans l'Église pour être, eux-mêmes, maîtres de doctrine, prêtres du culte sacré et ministres de gouvernement. Par la consécration épiscopale elle-même, les Évêques reçoivent avec la charge de sanctifier, celles d'enseigner et de gouverner, mais en raison de leur nature, ils ne peuvent les exercer que dans la communion hiérarchique avec le chef et les membres du Collège ».

### Diocèses
Chaque diocèse est une portion de l'Église universelle et gouverné par un évêque, monarque en sa curie diocésaine et archétype du prélat. En plus d'un presbytérium qui collabore à sa mission de pasteur, au nombre des organes assistant l'évêque se trouvent un conseil presbytéral, un collège des consulteurs ainsi qu'un conseil pastoral, et, selon le cas, un chapitre de chanoines ou un synode diocésain.
Les diocèses peuvent être regroupés en province ecclésiastique à la tête de laquelle se trouve un archevêque métropolitain et un concile provincial réunissant les évêques suffragants, en région ecclésiastique à la tête de laquelle se trouve une assemblée d'évêques ou en nation dont les Églises particulières coordonnent leur action sous les prérogatives honorifiques d'un primat et la charge pastorale d'une conférence épiscopale.
Les diocèses sont subdivisés en parties distinctes, les paroisses, à la tête desquelles se trouve un curé qui peut être assisté d'une équipe pastorale. Les paroisses peuvent être regroupées en vicariat forain.

### Autres Églises particulières
Sont assimilés aux diocèses la prélature territoriale, l'abbaye territoriale, le vicariat apostolique, la préfecture apostolique et l'administration apostolique.

## Instituts de vie consacrée et sociétés de vie apostolique
« Les Supérieurs et les chapitres des instituts (de vie consacrée) ont sur les membres le pouvoir défini par le droit universel et par les constitutions. Cependant, dans les instituts religieux cléricaux de droit pontifical, ils possèdent en outre le pouvoir ecclésiastique de gouvernement tant au for externe qu'au for interne ».
« Le gouvernement de la société (de vie apostolique) est déterminé par les constitutions en observant selon la nature de chaque société les canons 617-633 ».

## Associations de fidèles
« Toutes les associations publiques ou privées, quels que soient leurs titres ou leurs noms, auront leurs statuts, par lesquels sont définis le but ou l'objet social de l'association, le siège, le gouvernement et les conditions requises pour en faire partie, et sont déterminés les modes d'action, compte tenu des besoins ou de l'utilité de temps et de lieux. […] Toutes les associations de fidèles sont soumises à la vigilance de l'autorité ecclésiastique compétente, à laquelle il appartient d'avoir soin que l'intégrité de la foi (chrétienne) et des mœurs y soit préservée, et de veiller à ce que des abus ne se glissent pas dans la discipline ecclésiastique ; c'est donc le devoir et le droit de l'autorité compétente d'exercer la vigilance selon le droit et les statuts ; les associations sont encore soumises au gouvernement de cette même autorité », c'est-à-dire le Saint-Siège et, s'il y a lieu, l'Ordinaire local.

## Curie romaine
La curie romaine est l'ensemble des dicastères et autres organismes du Saint-Siège qui assistent le pape dans sa mission de pasteur suprême de l'Église catholique. Elle peut être vue comme le gouvernement central de l'Église.

### Secrétairerie d'État
Le plus important des dicastères est la Secrétairerie d'État, présidée par un cardinal appelé secrétaire d'État. Elle est équivalente à un ministère des Affaires étrangères.
Elle est notamment chargée de la diplomatie du Saint-Siège. Depuis 1988, la Secrétairerie est divisée en deux sections :
- la section pour les Affaires générales ;
- la section pour les Relations avec les États (équivalent d'un ministère des Affaires étrangères), dans laquelle s'est fondu le Conseil pour les affaires publiques de l'Église.

### Dicastères
Les autres principaux dicastères sont les neuf anciennes congrégations romaines :
- Dicastère pour la doctrine de la foi, la plus importante (autrefois connue comme Saint-Office et auparavant Inquisition), dont dépendent : la Commission biblique pontificale, la Commission théologique internationale, La Commission interdicastèriale pour le catéchisme de l'Église catholique ;
- Dicastère pour les Églises orientales ;
- Dicastère pour le culte divin et la discipline des sacrements ;
- Dicastère pour les causes des saints ;
- Dicastère pour les évêques, dont dépend la Commission pontificale pour l'Amérique latine ;
- Dicastère pour l'évangélisation, plus connue sous le nom de Propaganda Fide (« propagation de la foi »), dont dépendent les Œuvres pontificales missionnaires ;
- Dicastère pour le clergé ;
- Dicastère pour les Instituts de vie consacrée et les Sociétés de vie apostolique ;.
- Dicastère pour la Culture et l'Éducation

### Secrétariats, conseils et autres dicastères
Jusqu'en 2014, le gouvernement de l’Église, était constitué, en plus des congrégations, par des conseils pontificaux. La réforme de la curie engagée par le pape François a modifié cette structure en supprimant certains de ces conseils et en voyant l'apparition de secrétariat et de dicastères n'appartenant pas aux catégories traditionnelles.
- Conseil pontifical pour la promotion de l'unité des chrétiens ;
- Conseil pontifical « Justice et Paix » ;
- Conseil pontifical « Cor unum » pour la promotion humaine et chrétienne ;
- Conseil pontifical pour la pastorale des migrants et des personnes en déplacement ;
- Conseil pontifical pour la pastorale des services de la santé ;
- Conseil pontifical pour les textes législatifs ;
- Conseil pontifical pour le dialogue inter-religieux ;
- Conseil pontifical pour la culture ;
- Conseil pontifical pour la nouvelle évangélisation ;
- Secrétariat pour l'économie (créé en 2014);
- Secrétariat pour la communication (créé en 2015);
- Dicastère pour les laïcs, la famille et la vie (créé en 2016).

### Tribunaux
L'Église catholique dispose aussi d'un certain nombre de tribunaux :
- La Pénitencerie apostolique : traite des affaires de conscience, ainsi que de la concession et de l'usage des indulgences ;
- Le Tribunal suprême de la Signature apostolique : veille à l'administration correcte de la justice dans l'Église ;
- Le Tribunal de la Rote romaine : instance supérieure d'appel auprès du Siège apostolique.

### Bureaux
- la Préfecture de la Maison Pontificale ;
- le Bureau des Célébrations Liturgiques du Souverain Pontife ;
- le Camerlingue de la Sainte Église Romaine.

### Autres organismes de la Curie romaine
Bien que n'ayant pas rang de dicastère, d'autres organismes appartiennent de droit à la Curie romaine. L'annuaire pontifical en donne une liste qui distingue quatre organismes plus ou moins anciens, différentes commissions ou comités, la garde suisse pontificale et l'ordre équestre du Saint-Sépulcre de Jérusalem.
- le bureau de presse du Saint-Siège ;
- le bureau central des statistiques de l’Église.

#### Commissions ou comité pontificaux
- la commission pontificale pour l'archéologie sacrée ;
- la commission biblique pontificale ;
- la commission pontificale Ecclesia Dei, rattachée à la congrégation pour la doctrine de la foi ;
- la commission pontificale consultative sur l’Institut pour les œuvres de religion ;
- la commission pontificale de référence d’étude et de proposition sur l’organisation de la structure économique et administrative du Saint-Siège ;
- la commission pontificale pour la protection des mineurs ;
- la commission théologique internationale ;
- le comité pontifical pour les congrès eucharistiques internationaux ;
- le comité pontifical des sciences historiques ;
- le comité de sécurité financière ;
- la commission disciplinaire de la Curie romaine ;
- la commission d’examen des recours d’ecclésiastiques accusés de delicta graviora rattachée à la congrégation pour la doctrine de la foi ;
- la commission pontificale pour l'Amérique latine rattachée à la congrégation pour les évêques ;
- la commission pour les relations religieuses avec le Judaïsme rattachée au conseil pontifical pour la promotion de l'unité des chrétiens ;
- la commission pour les relations avec les musulmans rattachée au conseil pontifical pour le dialogue inter-religieux ;
- quatre commissions interdicastérielles permanentes :
  - pour les Églises particulières ;
  - pour l’Église en Europe orientale ;
  - pour les religieux consacrés ;
  - Pour la formation des candidats aux Ordres sacrés.

### Histoire de la Curie
Dérivé du volsque « covehria » (assemblée), le terme latin « curia » désigne depuis l'Antiquité romaine une des divisions du corps civique romain (les « curies »), réparti en phratries et curies, puis le lieu de leur rassemblement, finalement le siège du Sénat romain et le Sénat lui-même. Ce terme signifie par extension, dans toute la société médiévale occidentale la cour ou l'ensemble d'une administration civile ou ecclésiastique (Curie impériale, Curie épiscopale, etc.). Ce n'est qu'en 1089 qu'apparaît pour la première fois l'expression de Curie romaine dans un document du pape Urbain II. Le sens du mot se restreint, dans la période moderne et contemporaine, pour désigner par excellence les dicastères et organismes au service de l'exercice du pouvoir pontifical romain.

#### Consistoires et congrégations temporaires
Comme tout évêque, le pape, évêque de Rome, est entouré d'un collège de prêtres. Il les réunit pour former des conseils pour diriger son diocèse. Sa fonction ayant aussi une vocation étendue à l'Église universelle, pour les sujets graves touchant à celle-ci, il s'entoure des conseils des cardinaux. En dehors de ces consistoires, qui traitent de sujets généraux, le pape met en place des réunions (congrégations) cardinalices spécialisées sur tel ou tel sujet. Ces congrégations, d'abord à mandat temporaire, prennent de plus en plus d'importance et de stabilité. Peu à peu, les consistoires perdent de leur efficacité et ne deviennent plus que des réunions d'apparat. Le vrai travail se fait au sein des congrégations.

#### Réformes permanentes
Depuis la papauté d'Avignon jusqu'au concile de Trente, l'ensemble de la société civile et ecclésiastique a fait de la réforme de la Curie romaine une question ouverte permanente. L'exigence de cette réforme devient l'enjeu de pratiquement chaque élection pontificale - sans parler des conciles de Bâle et de Constance - jusqu'au concile de Trente. À chaque élection, les candidats promettaient à leurs pairs (et aux puissances temporelles), souvent même par écrit, des réformes de la Curie (surtout administratives et fiscales) qu'ils mettaient ensuite en œuvre avec plus ou moins de bonheur en nommant des commissions et ou en prenant des mesures qui n'ont jamais été considérées comme efficaces ou suffisantes.

#### Les congrégations romaines permanentes
Le 21 juillet 1542, par la bulle Licet ab initio, le pape Paul III créé la première congrégation romaine permanente, la Sacrée congrégation de l'inquisition romaine et universelle, ancêtre de l'actuelle congrégation pour la doctrine de la foi pour lutter contre le protestantisme et les autres hérésies. Puis, la suite du concile de Trente, d'autres congrégations sont créées sur ce modèle : congrégation pour l'interprétation du concile (1564), congrégation de l'Index (1571), congrégation du cérémonial (1572).
Le 22 janvier 1588, par la bulle Immensa aeterni Dei, le pape Sixte V organise l'ensemble de la Curie romaine. Il crée quinze congrégations : six ont un champ d'action purement romain, les neuf autres ont une vocation universelle. Ces congrégations fonctionnent comme des ministères, chacune dans un champ d'action particulier, et sont titulaires de l'autorité déléguée par le pape.

#### Réforme du papePieX
Après trois siècles de fonctionnement sans changements majeurs, la perte des États pontificaux, en 1870, entraîne une grande réforme. En effet, tous les organes qui veillaient à l'administration temporelle de ces états perdent leur raison d'être. C'est ainsi que le 29 juin 1908, par la constitution apostolique Sapienti consilio, le pape Pie X réduit le nombre de congrégations de vingt à onze. Il conserve, en outre, trois tribunaux et cinq bureaux.

#### Réformes après le second concile du Vatican

##### Réforme du papePaulVI
Le second concile du Vatican avait souhaité, dans son décret Christus Dominus, une nouvelle organisation de la Curie romaine : « Les Pères du saint concile souhaitent que ces dicastères […] soient soumis à une nouvelle organisation plus en rapport avec les besoins des temps, des pays et des rites, notamment en ce qui concerne leur nombre, leur dénomination, leur compétence, leurs méthodes propres de travail et la coordination de leurs travaux ». De plus, les Pères du concile précisent qu'ils souhaitent que des évêques diocésains et des laïcs soient appelés à participer aux travaux des dicastères. Pour faire droit à ces demandes, le 15 août 1967, par la constitution apostolique Regimini Ecclesiae Universae, le pape Paul VI réorganise profondément la Curie romaine. Les congrégations passent de douze à neuf et reçoivent toutes un nouveau nom. La secrétairerie d'État acquiert un rôle prééminent. La préfecture pour les affaires économiques du Saint-Siège est créée. De nouveaux organismes apparaissent : trois secrétariats (pour l'unité des chrétiens, pour les non-chrétiens, pour les non-croyants) ainsi que le conseil des laïcs et la commission pontificale « Justice et Paix ».

##### Réforme du papeJean-PaulII
À son tour, le 28 juin 1988, par la constitution apostolique Pastor Bonus, Jean-Paul II réforme légèrement la Curie romaine pour prendre surtout en compte la promulgation du code de droit canonique de 1983. Les conseils pontificaux deviennent des dicastères à part entière et des commissions pontificales deviennent autonomes. Par la suite, trois modifications ont été opérées par Jean-Paul II. Le 2 juillet 1988, le motu proprio Ecclesia Dei crée la commission du même nom. Le 25 mars 1993, le motu proprio Inde a Pontificatus réunit le conseil pontifical de la Culture et le conseil pontifical pour le dialogue avec les non-croyants. Le 30 septembre 1994, le bureau central du travail du Siège apostolique reçoit ses statuts définitifs.

##### Réforme du papeBenoîtXVI
Le pape Benoît XVI modifie aussi l'organisation de la Curie romaine. Le 2 juillet 2009, par le motu proprio Ecclesiae unitatem, la commission pontificale Ecclesia Dei est rattachée à la congrégation pour la doctrine de la foi. Le 30 décembre 2010, l'autorité d'information financière est créée. Le 30 août 2011, par le motu proprio Quaerit semper, certaines compétences sont transférées de la congrégation pour le culte divin et la discipline des sacrements au tribunal de la Rote romaine. Le 21 septembre 2012, par le motu proprio Ubicumque et semper, le conseil pontifical pour la promotion de la nouvelle évangélisation est créé. Et par les motu proprio Ministrorum institutio et Fides per doctrinam du 16 janvier 2013, Benoît XVI transfère les compétences sur les séminaires de la congrégation pour l’éducation catholique à la congrégation pour le clergé et pour la catéchèse de la congrégation pour le clergé au conseil pontifical pour la promotion de la nouvelle évangélisation.

##### Réforme du pape François
Après le pontificat de Jean-Paul II qui a vu l'appareil curial prendre du poids par rapport au pape malade pendant de longues années, on attend que le pape Benoît XVI, fin connaisseur de la Curie pour y avoir travaillé 24 ans, conduise une nouvelle réforme. Il n'en est rien. C'est pourquoi, après l'affaire Vatileaks, les scandales liés à l'institut pour les œuvres de religion et le malaise des cardinaux face au gouvernement du cardinal Tarcisio Bertone, une demande de réforme s'exprime lors des congrégations générales qui précèdent le conclave de 2013.
Un mois après son élection et suivant l'une des recommandations importantes issues de ces congrégations générales, François constitue un groupe de travail collégial de cardinaux pour le conseiller dans le gouvernement de l’Église et, plus particulièrement, étudier un projet de réforme de la Curie en révisant la constitution apostolique Pastor Bonus promulguée par Jean-Paul II en 1988.
Suivant les recommandations de ce conseil, François se livre, pas à pas, à une réforme des structures de la Curie, touchant en premier lieu ses organes de gestions administrative et financières, ses moyens de communication, puis ses dicastères eux-mêmes dans une démarche devant aboutir à la promulgation d'une nouvelle constitution apostolique régissant la curie.
Depuis l'élection du pape François en 2013, la proportion de femmes dans la Curie est passée de 19,3 à 26,1%.

## Institutions rattachées au Saint-Siège
Différents organismes, bien que n'appartenant pas à la Curie romaine, sont rattachés au Saint-Siège :
- les archives apostoliques du Vatican ;
- la bibliothèque apostolique vaticane ;
- la Typographie vaticane[35] ;
- l'Osservatore Romano ;
- la librairie éditrice vaticane ;
- la fabrique de Saint-Pierre ;
- l'aumônerie apostolique ;
- l'agence AVEPRO (Agence pour l'évaluation et la promotion de la qualité dans les universités et facultés ecclésiastiques)[36] ;
- l'autorité d'information financière ;
- le bureau central du travail du Siège apostolique.

L’État de la Cité du Vatican est une structure particulière qui comprend entre autres :
- la commission pontificale pour l'État de la Cité du Vatican ;
- le gouvernatorat de l'État de la Cité du Vatican, dirigé par le président de la Commission pontificale pour l'État de la Cité du Vatican, et dont dépendent la Garde et l’administration des musées et bibliothèques dans les murs.

Il existe aussi onze académies pontificales :
- l'académie pontificale des sciences ;
- l'académie pontificale des sciences sociales ;
- l'académie pontificale pour la vie ;
- l'académie pontificale de saint Thomas d'Aquin ;
- l'académie pontificale de théologie[37],[38] ;
- l'académie pontificale de l'Immaculée Conception[39] ;
- l'académie pontificale mariale internationale ;
- l'académie pontificale des beaux-arts et des lettres des virtuoses au Panthéon ;
- l'académie pontificale romaine d'archéologie ;
- l'académie pontificale pour le culte des martyrs ;
- l'académie pontificale de la latinité.